# Hermann Rasch (Journalist)
Hermann Rasch (* 26. August 1914 in Wilhelmshaven; † 10. Juni 1974 in Hamburg) war ein deutscher Marineoffizier. In der Nachkriegszeit betätigte er sich als Journalist im Axel Springer Verlag, so unter anderem als Chefredakteur der Zeitschrift Der Mittag.

## Leben

### Militärische Karriere
Rasch trat im April 1934 als Seekadett der Reichsmarine (Crew 1934) bei und absolvierte zunächst eine infanteristische Grundausbildung sowie diverse Fähnrichslehrgänge an der Marineschule Mürwik in Flensburg. Mit Wirkung zum 1. Juli 1935 wurde er zum Fähnrich zur See befördert. Den anschließenden Fähnrichshauptlehrgang, der ebenfalls in Flensburg-Mürwik vom 1. November 1935 bis 3. April 1936 stattfand, schloss Rasch erfolgreich ab. Anschließend besuchte er an der Marine-Nachrichtenschule in Flensburg einen Fähnrichs-Nachrichtenlehrgang, den er vom 15. April bis zum 4. Mai 1936 absolvierte. Im Anschluss daran begann Rasch seine praktische Bordausbildung auf dem Linienschiff Schleswig-Holstein. Während dieser Zeit wurde er am 1. Januar 1937 zum Fähnrich sowie mit Wirkung zum 1. April 1937 zum Leutnant zur See befördert. Vom 13. bis 22. Oktober 1937 besuchte Rasch den Fähnrichs-Torpedolehrgang, erneut an der Marine-Nachrichtenschule Flensburg. Zum 1. November 1937 führte er seine praktische Bordausbildung an Bord des Panzerschiffes Admiral Scheer fort, die zwölf Monate andauerte. Am 8. April 1938 wurde er mit der Dienstauszeichnung IV. Klasse ausgezeichnet. Am 1. November 1938 wurde Rasch der 8. Schiffsstammabteilung in Leer zugeteilt und während seiner dortigen Einsatzzeit am 1. April 1939 zum Oberleutnant zur See befördert. Am 6. Juni 1939 wurde er mit dem Spanienkreuz in Bronze mit Schwertern ausgezeichnet. Auch noch im selben Jahre erfolgte die Verleihung des Eisernen Kreuzes II. Klasse. Anschließend erfolgte ab 5. Juli 1939 die Versetzung zum Segelschulschiff Albert Leo Schlageter, von wo aus er jedoch schon am 22. August 1939 in den Stab des Stationskommandos Nordsee versetzt wurde. Dort agiert er bis 31. März 1940 als Adjutant.
Am 1. April 1940 wechselt Rasch dann zur U-Boot-Waffe und begann eine Unterseebootausbildung, die er am 3. Juni 1940 abschloss. Vom 29. Juni bis 27. Juli 1940 besuchte er die Schiffsartillerieschule. 1940 wurde ihm das U-Boot-Kriegsabzeichen verliehen. Im September 1940 wurde Rasch I. Wachoffizier auf U 106. Bei seiner ersten Feindfahrt, vom 4. Januar bis zum 10. Februar 1941, wurden unter dem Kommando von Kapitänleutnant Jürgen Oesten zwei Schiffe mit 13.540 BRT versenkt. Die zweite Feindfahrt von Rasch, ebenfalls noch als I. Wachoffizier, fand vom 26. Februar bis 17. Juni 1941 statt. Auf ihr wurden acht Schiffe mit 46.485 BRT versenkt. Danach besuchte Rasch ab Juli 1941 den Kommandantenlehrgang und wurde am 20. Oktober Kommandant auf U 106. Seine erste Feindfahrt als Kommandant begann am 21. Oktober und dauerte bis 22. November 1941. Dabei konnte Rasch ein Schiff mit 5.120 BRT versenken, sowie ein weiteres mit 8.246 BRT beschädigen. Am 3. Januar 1942 lief U 106 erneut aus und am 22. Februar wieder ein. Bei dieser Feindfahrt wurden fünf Schiffe mit 42.139 BRT versenkt. Rasch wurde am 7. Februar 1942 im Wehrmachtbericht erwähnt sowie mit Wirkung vom 1. März 1942 zum Kapitänleutnant befördert. Raschs dritte Feindfahrt als Kommandant begann am 15. April und endet am 29. Juni 1942. Dabei wurden fünf Schiffe mit 29.154 BRT versenkt und ein Schiff mit 4.639 BRT beschädigt. Seine sechste Feindfahrt begann am 25. Juni, endet jedoch schon wieder am 29. Juni 1942 infolge eines Fliegerangriffes auf U 106. Dabei wurde Rasch verwundet. Seine vorletzte Feindfahrt begann am 22. September und dauerte bis zum 26. Dezember 1942. Dabei wurde ein Schiff mit 2.140 BRT torpediert und versenkt. Im Jahr 1942 wurde ihm das Verwundetenabzeichen in Schwarz verliehen.
Rasch wurde am 29. Dezember 1942 mit dem Ritterkreuz des Eisernen Kreuzes ausgezeichnet. Seine letzte Feindfahrt vom 17. Februar bis 4. April 1943 brachte keine weitere Versenkungen oder Beschädigung von Schiffen. Danach gab Rasch das Kommando von U 106 ab, um ab Mitte April 1943 als Admiralstabsoffizier in die 4. Abteilung der Seekriegsleitung im Oberkommando der Marine zu wechseln. Im Oktober 1944 wurde der zu den Kleinkampfverbänden der Kriegsmarine versetzt, wo er Chef des Ausbildungskommandos 300 für das Kleinst-U-Boot Seehund wurde. Im Dezember 1944 folgte seine Versetzung als Kommandeur der Seehund-Flottille 312 nach IJmuiden, um den Einsatz der Seehunde in der Nordsee zu koordinieren. Diese Dienststellung hatte er bis zum 6. Mai 1945. An diesem Tag ergeben sich die eingeschlossenen K-Verbände in IJmuiden mit ihrem Kommandostab um Albrecht Brandi den Alliierten.
Am 1. Juni 1945 wurde Rasch reaktiviert und der 1. Minenräum-Ersatz-Abteilung des Deutschen Minenräumdienstes zugeteilt. Am 17. September 1945 wurde er auf Befehl von Kapitän zur See Kurt Dobratz in das Stabsquartier des Marine-Ober-Kommandos kommandiert. Von Ende 1945 bis zu seiner Entlassung am 7. Juli 1946 befand Rasch sich dann in Kriegsgefangenschaft.

### Karriere in der Nachkriegszeit
Nach dem Krieg war Rasch als Volontär in zahlreichen Zeitschriften tätig. Er wechselte als Journalist in den Axel Springer Verlag und wirkte unter anderem ab den 1960ern als Chefredakteur der Zeitschrift Der Mittag. Unter seiner Leitung konnte er die verkaufte Auflage von 50.000 auf 250.000 zu verfünffachen. Trotzdem konnte die erzielte Auflage nicht erreicht werden, weshalb das Magazin am 20. September 1967 eingestellt wurde. Als Chefredakteur forderte er einen deutschen Vietnameinsatz. Nachfolgend löste er Carlfranz Velte als Repräsentant des Springer Verlages in Bonn ab.